# العالية (الرقة)
العالية قرية سورية تتبع ناحية الكرامة في منطقة مركز الرقة في محافظة الرقة. بلغ عدد سكانها 4380 نسمة في عام 2004 حسب إحصاء المكتب المركزي للإحصاء.